# エンジェル (ポルノ女優)
エンジェル（Angel、1966年12月7日 - ）は、1980年代に活躍したアメリカの元ポルノ映画女優。

## 略歴
映画デビュー直後から、いきなりトップ女優として多くの観客を魅了した。
彼女の美しさはポルノ映画女優の中で群を抜き、一般映画の美人女優がポルノ映画に出演しているとさえ言われた。 
実働期間は1984年〜1989年、わずか23本の映画／ビデオに出演した。いまだにファンを魅了し続け、アダルト映画の目利きたちの間で、その神話性が語られ続けている。それは、彼女がポルノ女優として卓越していたわけではなく、またポルノ映画業界において革新的なパフォーマンスを演じたからでもない。ただただ、ナチュラル・ビューティとしての美形の資質を活かし、その美しさをくつがえす淫乱で大胆なパフォーマンスを演じてきたからに他ならない。
なお、ポルノ女優をしながら「ペントハウス 」誌のペントハウスペットに選ばれる(本名のJennifer James名義、1985年10月号)という、当時としては非常に珍しい栄誉を授かっている。
1986年にはポルノ業界を一旦離れるが、1988年に「イントロピクス」社と専属契約を結び、4本の“Angel”をタイトルとしたビデオに出演し、その後契約満了を機に引退。年齢的な衰えもあり、業界では潮時だったという評価がなされている。
Angel名義以外では、BrandeeやJennifer Jonesの芸名で出演している作品もある。彼女の熱演が楽しめる作品としては「Matinee Idol」、「Debbie Does'em All 」、「Tower of Power」、「L'amour」などがある。他にゴージャスなブルネットの痴態が楽しめる作品として、「Angel of the Island」、「Angel of the Night」、「Angel Back」などが挙げられる。

## 作品
- Pretty girls／1984（Amateurs）
- Pleasures of Innocence／1984（VCA）
- Matinee Idol／1984（VCA）
- Girls On Fire／1984（VCX）
- Debbie Does'em All （1）／1984（Caballero Home Video）
- Too Hot to Touch／1984（Metro）
- L'amour／1984（Caballero Home Video）
- Too Naughty to Say No／1984（Caballero Home Video）
- Angel of the Night／1985（Metro）
- Angel's Revenge／1985（Metro）
- Blonde Heat／1985（VCA）
- Dangerous Stuff／1985（Command Video）
- Hot Blooded／1985（Caballero Home Video
- Tower of Power／1985（Metro）
- For Your Thighs Only／1986（Western Visuals）
- Star Angel／1986（Command Video）
- Holiday of Angel／1987（Metro）
- Honky-Tonk Angel／1988（Metro）
- Angel Rising／1988（Metro）
- Angel Back／1989（Metro）
- Angel of the Island／1989（Metro）
- Lost Angel／1989（Kiss Video）
- Undercover Angel／1989（Metro）